# Mortlock Islands
Die Mortlock Islands (auch Nomoi-Inseln) sind eine Inselgruppe von drei Atollen im zentralen Pazifischen Ozean, gelegen im Archipel der Karolinen. Die Inseln gehören zum Bundesstaat Chuuk der Föderierten Staaten von Mikronesien und liegen im Südosten des Staates und der Inselregion Mortlocks. Sie werden von 4140 Einwohnern besiedelt (Stand 2010).
Von Europäern wurden die Atolle der Gruppe erstmals 1795 von dem englischen Kapitän James Mortlock gesichtet, der sich mit dem Handelsschiff Young William auf einer Reise von Australien nach China befand.
Das größte Atoll der Gruppe ist Satawan. Die beiden anderen sind Etal und Lukunor. Die drei Atolle liegen nahe beisammen. Etal liegt 6,8 km nördlich von Satawan, und Lukunor 8,5 km nordöstlich. Das nächstgelegene Atoll, Namoluk, welches nicht mehr zu den Mortlock Islands gehört, liegt mehr als 50 km im Nordwesten.
Die Bevölkerung der Inseln spricht eine eigene mikronesische Sprache, das Mortlockesische, das eng mit dem Satawalesischen auf Satawal verwandt ist. 